# Wookiee
Los wookiees son una raza ficticia del universo imaginario en el que están ambientadas las películas de la saga Star Wars, aunque su primera aparición se encuentra en forma de cita en la película THX 1138.
El wookiee más famoso es Chewbacca, compañero de Han Solo. Otros wookiees conocidos son Lowbacca, Tyvokka, Zaalbar, Chuundar, Attichitcuk, Tarfful, Mallatobuck, Lumpawarrump, Chalmun, Snoova, Yarua y Hanharr.

## Inspiración
Según una entrevista con el creador George Lucas, la inspiración para el wookiee fue el perro de Lucas, Indiana (cuyo nombre se usa en las películas de Indiana Jones de Lucas): "Era el prototipo del wookiee. Siempre se sentaba a mi lado en el coche. Era grande, un perro que parecía un gran oso". Durante la escena culminante de la persecución en THX 1138, uno de los policías robóticos, con la voz del actor Terry McGovern, improvisa: "Creo que atropellé a un wookiee allá atrás", y así nació la palabra. Wookey era el apellido de un amigo de Terry, Ralph Wookey, y Terry pensó que sería una broma divertida incluir el nombre de su amigo en la banda sonora de THX-1138.
En un episodio de la serie Animal Icons de Animal Planet, centrado en la creación de figuras de Star Wars, se reveló que los wookiees también se basaban en orangutanes y lémures, que son criaturas de pelo largo que viven en un clima forestal cálido. El efecto neto en términos de la apariencia de los wookiees es un marcado parecido con las descripciones del legendario Sasquatch del noroeste del Pacífico.

## Representación

### Características anatómicas
Los wookiees son grandes humanoides bípedos, miden un promedio de 2,21 metros (7 pies 3 pulgadas), y están dotados de una gran cantidad de pelaje que cubre su cuerpo por completo. Tienen colmillos largos y desarrollados y una nariz parecida a un hocico de perro. La anatomía de su garganta no dispone de un aparato fonador parecido al de los seres humanos pero han desarrollado su propio lenguaje, basado en gruñidos y rugidos. Los demás habitantes de la Galaxia no son capaces de reproducir tales sonidos pero sí pueden aprender a comprenderlos. Por ejemplo, en las películas de la saga Star Wars, Han Solo una vez hizo el gruñido de wookiees para comunicar con Chewbacca pero aunque no hace lo mismo que el idioma que hacían ellos, él entiende lo que dice su compañero wookiee; Yoda, quien tiene buena relación con los wookiees, también entiende lo que dicen ellos y C-3PO, como es un droide de protocolo, traduce varios idiomas entre uno de ellos está el idioma wookiee. Se ha mostrado a los wookiees en muchos entornos diversos, como los de Hoth, Tatooine y Endor, sin usar ropa protectora ni mostrar signos de incomodidad. Los wookiees tienen una vida útil de varios cientos de años.

### Cultura y grado de civilización
Los wookiees son amigos leales y devotos y desconfían mucho de los extraños. La deuda de vida es sagrada para ellos.
A pesar de tener una apariencia temible y una disposición temperamental, los wookiees son muy inteligentes y muy hábiles en el manejo de tecnología avanzada. Por ejemplo, Chewbacca es copiloto y realiza el mantenimiento del Halcón Milenario, y también posee un conocimiento práctico de robótica, logrando volver a ensamblar al azar a C-3PO después de que fuera destruido por soldados de asalto imperiales en El Imperio Contraataca. Los wookiees aprenden rápido; Chewbacca se apodera de un AT-ST Imperial durante la Batalla de Endor y se le muestra maniobrando eficazmente el vehículo y operando sus sistemas de armas. También luchó durante las Guerras Clon junto al Gran Maestro Jedi Yoda. Las ciudades wookiee en su planeta natal Kashyyyk, como se ve en La venganza de los Sith, están construidas sobre árboles forestales gigantes. Su sociedad contiene una mezcla de carpintería y decoraciones tradicionales, de apariencia casi primitiva, mezcladas con naves espaciales y generadores de energía.
Debido a sus pelaje, los wookiees generalmente no usan ropa, aunque por motivos prácticos pueden usar cinturones de herramientas. A juego con el aspecto anacrónico de sus ciudades, un wookiee como Chewbacca se asemeja a un oso humanoide primitivo que lleva solo una bandolera con cartuchos de energía para su bláster.
Los wookiees valoran enormemente la moralidad, el coraje, la compasión y la lealtad. Una tradición wookiee sagrada y antigua es la de la familia de honor, que comprende a los amigos y compañeros más cercanos de un wookiee. Estos miembros de la familia se comprometen a dar sus vidas el uno por el otro, así como los miembros de cualquier familia de honor que estos individuos puedan tener. Al igual que la deuda de vida wookiee igualmente sagrada, los wookiees están dispuestos a extender esta tradición a miembros fuera de su especie. Chewbacca consideraba a Han Solo, Leia Organa Solo, sus hijos y Luke Skywalker parte de su familia de honor.
Los wookiees lucharon junto a las fuerzas de la República durante las Guerras Clon. Poco después de ese conflicto, fueron traicionados y esclavizados, así como en ciertas ocasiones durante la guerra por la Alianza Separatista.
Algunos wookiees son sensibles a la Fuerza. Uno de esos wookiees es Lowbacca, el sobrino de Chewbacca, de la serie de libros Young Jedi Knights, aunque esa historia ya no se considera canon.
Algunos wookiees también son cazarrecompensas prominentes y exitosos, como Black Krrsantan, debido a su fuerza y ferocidad.
Durante los sucesos del episodio II los wookiees y su planeta estaban representados en el Senado Galáctico por el diplomático Yarua.

### Idioma
El idioma wookiee más común es el Shyriiwook. Sin embargo, otros dialectos utilizados por los wookiees nativos de Kashyyyk son el Thykarann y Xaczik. Los wookiees son capaces de entender el idioma básico galáctico, pero en general ninguno puede hablarlo debido a la estructura de sus cuerdas vocales. En la trilogía original de Star Wars, parece que Chewbacca puede entender a los humanos. Su compañero humano, Han Solo, también muestra conocimiento de Shyriiwook, o al menos puede entender a Chewbacca; en Solo se muestra que Han tiene la habilidad de hablar Shyriiwook a un nivel rudimentario. En el universo expandido de Star Wars, Chewbacca construye un droide traductor en miniatura ("Em Teedee") para su sobrino Lowbacca cuando más tarde comienza a entrenar como Jedi , para facilitar las comunicaciones con sus compañeros de estudios.

### Armas
En las películas de Star Wars, Chewbacca lleva una ballesta, el arma tradicional desarrollada y utilizada por los wookiees. Los arqueros lanzan virotes, que son flechas de ballesta que a través de la propulsión magnética aparecen como flechas de bláster alargadas debido a su velocidad. La técnica de propulsión da a los virotes una potencia de frenado extremadamente alta. Se muestra que Chewbacca en particular es un excelente tirador, matando a un Stormtrooper que intentaba escapar en una moto deslizadora en El Retorno del Jedi. El resorte que impulsa el virote es extremadamente difícil de amartillas, y los humanos generalmente son incapaces de amartillar una ballesta wookie, aunque se vio que Han Solo lo hacía.

## La Batalla de Kashyyyk
Durante las Guerras Clon se libró la Batalla de Kashyyyk, en la que un gran número de soldados wookiees y parte de la población pereció defendiendo su tierra y bosques sagrados. Cada soldado wookiee que luchó contra los droides de batalla de la Confederación de Sistemas Independientes, fue honrado y reverenciado.
Con el advenimiento del Imperio fue decretada la ley marcial en su mundo y fueron esclavizados.